# أجهزة عرض المعالجة الرقمية للضوء
أجهزة عرض المعالجة الرقمية للضوء (بالإنجليزية: DLP - Digital Light Processing) هي علامة تجارية مملوكة من قبل شركة تكساس إنسترومنتس، وهو ما يمثل التكنولوجيا المستخدمة في أجهزة العرض، وأجهزة عرض الفيديو. طورت أصلا في عام 1987 من قبل الدكتور (Larry Hornbeck) في ولاية تكساس.
المعالجة الرقمية للضوء (DLP) هي تقنية تستخدم في أجهزة العرض الأمامية (وحدات الإسقاط الصغيرة المستقلة)، وأيضا في أجهزة العرض الخلفية للتلفزيون.
تعتبر تقنية المعالجة الرقمية للضوء (DLP)، جنبا إلى جنب مع شاشات الكريستال السائل (LCD) والكريستال السائل على السيليكون (LCoS)، هي التقنيات الحالية وراء شاشة الإسقاط الخلفي للتلفزيون، بعد أن حل محل أنبوب الأشعة المهبطية. أصبحت تقنية الإسقاط الخلفي هذه تنافس شاشات الكريستال السائل (LCD) وشاشات البلازما والشاشة المسطحة التي تعرض في أسواق التلفزيونات ذات الجودة العالية (High Definition Television) اختصارا (HDTV).
المعالجة الرقمية للضوء (DLP) هي أيضا واحدة من التقنيات الرائدة المستخدمة في إسقاط السينما الرقمية.

## جهاز رقمي Micromirror (المرايا الدقيقة)
Digital micromirror device
في أجهزة عرض المعالجة الرقمية للضوء (DLP), يتم خلق الصورة مجهريا عن طريق استخدام مرايا صغيرة وضعت في مصفوفة على شريحة أشباه الموصلات، والتي تعرف باسم أجهزة المرايا الدقيقة Digital Micromirror Devices (DMD)
كل مرآة تمثل واحد أو أكثر من البكسل في الصورة المتوقعة. عدد المرايا الذي يتوافق مع ابعاد الصورة المتوقعة للعرض (كما في كثير من الأحيان تكون نصف الابعاد المعلن عنها). 800x600، 1024x768، 1280x720 ،1920x1080 مصفوفات (تلفاز عالي الدقة) هي بعض أحجام DMD الشائعة. هذه المرايا يمكن تعديل أوضاعها بسرعة لتعكس الضوء إما من خلال عدسة أو الدخول إلى بالوعة الحرارة (يسمى في باركو المصطلحات  تفريغ الضوء ).
عملية التبديل السريع لهذه المراة بين هذين التوجهين (أساساذا مفتوح أو مغلق) تنتج ابعادارمادية، التي يتم التحكم فيها بناء على نسبة زمن العمل إلى زمن التوقف.

## اللون في الإسقاط للمعالجة الرقمية للضوء (DLP)
هناك أسلوبان رئيسيان باستخدام أنظمة الإسقاط (العرض) في المعالجة الرقمية للضوء (DLP) يمكن بهما خلق صورة ملونة، تلك التي تستخدمها أجهزة عرض بشريحة واحدة، وتلك المستخدمة من قبل أجهزة عرض ذو ثلاث شرائح. وهناك طريقة ثالثة، إضاءة متتابعة من قبل ثلاثة أضوية خفيفة، ويجري تطويرها، ويستخدم حاليا في التلفزيونات المصنعة من قبل شركة سامسونج. طريقة أخرى، أشعة الليزر الملونة، هي قيد الاستخدام حاليا من قبل شركة ميتسوبيشي في منتجاتها LASERVUE.

### أجهزة العرض ذو الرقاقة المفردة
في أجهزة العرض ذو الرقاقة الواحدة، الألوان هي إما المنتجة عن طريق وضع عجلة الألوان بين مصباح ورقاقة (DLP)، أو باستخدام مصادر ضوئية فردية لإنتاج الألوان الأولية، المصابيح الصغيرة أو الليزر على سبيل المثال. عجلة الألوان تنقسم إلى قطاعات متعددة هي: الألوان الأساسية: الأحمر والأخضر والأزرق، وفي كثير من الحالات الألوان الثانوية السماوي والأرجواني والأصفر والأبيض. استخدام الألوان الثانوية هو جزء من نظام جديد للأداء اللون الذي يسمى ب نظام الالوان الباهرة (BrilliantColor)
الذي يعمل تقديم للألوان الأساسية مع الألوان الثانوية لخلق طائفة واسعة من الممكن الجمع بين الألوان على الشاشة.
رقاقة من ال (DLP) تتزامن مع الحركة الدورية لعجلة الألوان بحيث العنصر الأخضر يتم عرضها على (DMD) عندما يكون المقطع الأخضر من عجلة الالوان امام المصباح. وينطبق الشيء نفسه بالنسبة للقطاعات الحمراء والزرقاء وغيرها. هذه الألوان تعرض بشكل متتابع بمعدل عال بما فيه الكفاية أن يرى المراقب صورة مركبة بالالوان الكاملة. في النماذج المبكرة، كان هناك عملية دوران لكل اطار.
الآن، فإن معظم نظم تعمل على ما يصل إلى 10x معدل الإطار.

#### عجلة الألوان تأثير "قوس قزح

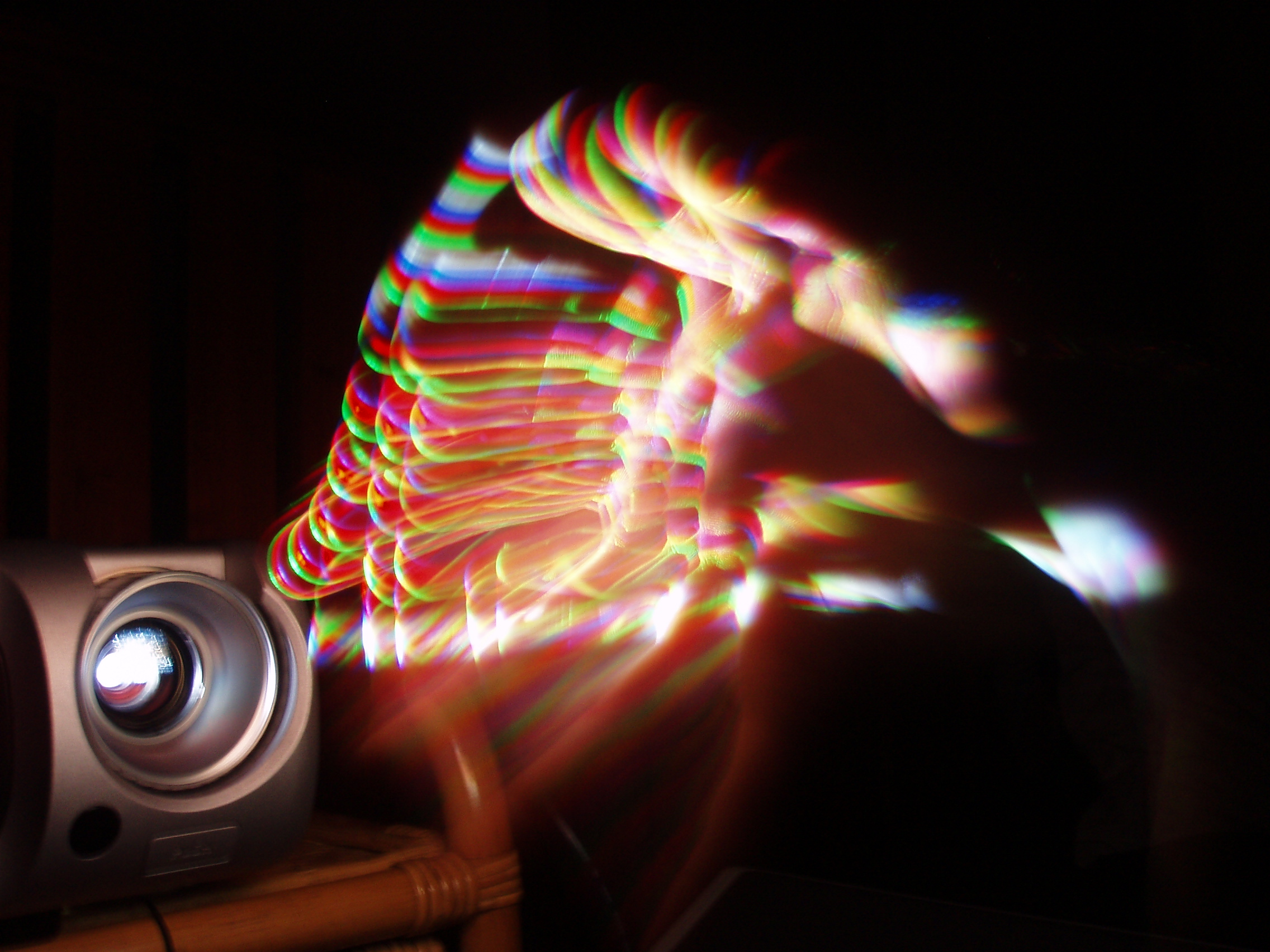
أجهزة العرض ذو الرقاقة الواحدة تتذبذب بين الالوان وتنتج صوراحمراء وزرقاء وخضراء عندما يتم عرض الصور المتحركة.

أجهزة عرض (DLP) التي تستخدم ميكانيكية عجلة الألوان ممكن ان تعرض مفارقة والمعروفة باسم «تأثير قوس قزح». هذا هو أفضل ما يوصف به ومضات قصيرة من المتصور الأحمر والأزرق والأخضر «الظلال» لوحظ في معظم الأحيان عندما يتكون المحتوى من المتوقع ان يحوي مفارقات عالية من نقل الاجسام البيضاء /اللامعة على خلفية معظمهم من الظلام / أسود. اءئتمانات نهاية التمرير للعديد من الافلام هي من الأمثلة الشائعة، وأيضا في الرسوم المتحركة حيث تتحرك الأجسام محاطة بمخطط اسود كثيف. بعض الناس ينظرون إلى هذه القطع من قوس قزح بشكل متكرر، في حين أن البعض الآخر قد لايراهم على الإطلاق.
هذا الأثر ناجم عن طريق هو عندما تتبع العين جسم متحرك ناتج عن الإسقاط. عندما يتحرك أي كائن على 'الشاشة'، سوف تتبع العين هذا الكائن مع حركة مستمرة، ولكن جهاز العرض سيعرض كل لون متناوب من الإطار على نفس الموقع، في فترة كل الإطار.  لذلك، في حين أن العين تتحرك، سوف ترى إطارا محدد اللون (أحمر مثلا). ثم، عندما يتم عرض اللون القادم (الأخضر على سبيل المثال)، على الرغم من أنها تحصل على عرضها في نفس المكان وتداخل الألوان السابقة، فإن العين قد تحركت باتجاه الكائن في إطار الهدف القادم. وبالتالي، فإن العين ترى الإطار المعين وكانه قد أصبحت له عملية إزاحة. ثم، واللون الثالث يحصل على عرض (الأزرق على سبيل المثال)، والعين سوف ترى أن لون الإطارسينقل ثانية. هذا التأثير لا يحفظ فقط لهذا الجسم المتحرك ولكن لكامل الصورة.
التأثير يختلف مع سرعة دوران عجلة اللون والإطار يحدث نسبة إشارة الفيديو. هناك حد أقصى للسرعة دوران العجلة، وعادة ما بين 10,000 و15،000 دورة في الدقيقة. معدل الإطار للفيديو يقاس عادة باطارات في الثانية، ويجب أن تضاعف بنسبة 60 في العثور على عجلة السرعة، في حين أن 60 إطارات / ثانية يساوي 3,600 الإطارات / دقيقة. فإذا عجلة الألوان تدور 4 مرات في الإطار، فإن سرعة دورانها تكون 14,400 دورة في الدقيقة.مواصفات العارض تعرض قائمة في كثير من الأحيان بسرعة العجل عند معدل اطار محدد مثل 2x، 3x، 4x، الخ)  زيادة معدل تحديث الفيديو إلى 85 لقطة في الثانية لا يعني بالضرورة زيادة في التقليل من تأثير قوس قزح لأن هذا من شأنه أن يزيد من معدل سرعة العجلة إلى 20,400 دورة في الدقيقة، يمكن أن يتجاوز الحدود الآمنة، ودوران عجلة تتطلب من العارض لاخفاض السرعة بالعودة إلى 3x، في 15,300 دورة في الدقيقة.
قاعدة الاضوية متعددة الالوان وقاعدة الليزر ذو الرقاقة المنفردة قادران على القضاء على دولاب الغزل وتقليل تأثير قوس قزح لأن معدل نبض الأضواء والليزر غير محدود من قبل الحركة الجسدية.

### أجهزة العرض ذو الثلاث شرائح
أجهزة العرض ذو ال ثلاث شرائح تستخدم المنشور لتقسيم الضوء المنبعث من مصباح، وكل لون أساسي للضوء يتم توجيهه إلى الشريحة الخاصة به من ال (DLP)، ثم يعاد توجيه من خلال العدسة. أنظمة الثلاث شرائح موجودة في أجهزة العرض المسرحي في أعلى نهاية للمنازل، وفي أجهزة العرض الواسعة وفي عروض ال (DLP)السينمائية.
وفقا ل (DLP.com)، أجهزة العرض ذو ال ثلاث شرائح المستخدمة في دور السينما يمكن ان تنتج 35 تريليون لون، بحيث ان المقترح هو أكثر من الذي تتصوره العين البشرية. العين البشرية اقترحت لكي تكون قادرة على الكشف عن حوالي 16 مليون لون، وهو امر ممكن نظريا مع الحلول ذو الرقاقة المنفردة. ومع ذلك، دقة الالوان العالية لا تعني أن أجهزة عرض (DLP) ذو الثلاث شرائح قادرة على عرض سلسلة بأكملها من الألوان يمكننا تمييزها (وهذا هو الأساس المستحيل مع أي نظام الألوان تتكون من خلال إضافة ثلاثة ألوان قاعدة ثابتة). في المقابل، في أجهزة العرض ذو الرقاقة المنفردة تكون لديها ميزة السماح لأي عدد من الألوان الأساسية في تصفية الالوان بالعجلة بسرعة كافية، وحتى ان إمكانية تحسين السلاسل اللونية تكون متاحة.

### مصدر الضوء
المصدر الرئيسي للضوء المستخدم في شاشات الإسقاط التلفزيونية ذو ال (DLP) يستند إلى استبدال ارتفاع ضغط بخار الزئبق معدن هاليد حدة قوس مصباح (التي تحتوي على أنبوب الكوارتز القوس، العاكس، التوصيلات الكهربائية، وأحيانا الكوارتز / درع الزجاج)، بينما في بعض أجهزة عرض (DLP) المصابيح عالية الطاقة أو الليزر تستخدم كمصدر للإضاءة.

#### المصابيح الهاليدية المعدنية
في المصابيح الهاليدية المعدنية، أثناء بدء التشغيل، يتم اشعال المصباح من قبل نبض 5000 فولت من تنظيم الصابورة (ثقل الموازنة) الحالية للشروع في قوس بين قطبين في أنبوب الكوارتز. بعد الاحماء، فإن التيار الكهربائي الناتج من الصابورة ينخفض إلى حوالي 60 فولت مع الحفاظ على الارتفاع النسبي الحالي. وكماهو معروف بالنسبة لعمر المصباح، فإن أنبوب القوس الكهربائي يبلى وينهك والضوء الناتج ينخفض نوعا ما بينما زيادة استهلاك الحرارة تزداد من المصباح.ان نهاية الحياة لمصباح الزئبق يشار إليها عادة عبر ضوء على الوحدة أو نص إنذار على الشاشة، مما يستوجب استبدال وحدة المصباح.
أجهزة العرض الكبيرة بالسن من شأنها ببساطة ان تعطي تحذيرا من أن الحياة للمصباح قد انتهت ولكنها تستمر في العمل. أجهزة العرض الحديثة لن تشتغل حتى يتم استبدال المصباح واعادة تعيين ساعات المصباح. معظم الأجهزة تشمل وظيفة إعادة تعيين ساعة المصباح عندما يتم تثبيت مصباح جديد، ولكن من الممكن إعادة تعيين جهاز عرض لكي يكون قادرا على مواصلة استخدام مصباح قديم بناء على تقدير العمر.
عندمايتم تشغيل المصابيح الهاليدية المعدنية يقدر عمرها، وتنخفض الكفاءة بشكل كبير، قد يصبح تحويل الضوءمتفاوتا، ويبدأ المصباح بالعمل وهو ساخن للغاية، لدرجة أن أسلاك الكهرباء يمكن أن تذوب قبالة طرفي المصباح. في نهاية المطاف، فرق الجهد الكهربائي الازم لللتشغيل أدى إلى الاشتعال إلى نقطة حيث لم يعد يمكن أن يحدث. الحماية الثانوية مثل درجة حرارة الشاشة قد تغلق العارض، ولكن انبوب الكوارتز القوسي العالي الحرارة يمكن ان ينفجر، ممحررا سحابة من بخار الزئبق الساخن داخل وحول جهازالعرض. ومع ذلك، عمليا جميع علب المصابيح تحتوي على حواجز مقاومة للحرارة (بالإضافة إلى تلك التي على وحدة المصباح نفسها) لمنع شظايا الكوارتز الحمراءالساخنة من مغادرة المنطقة.

#### DLPs ذو القاعدة الضوئية
أول قاعدة ضوئية تجارية تستخدم (DLP) (HDTV)كانت سامسونج HL-S5679W في عام 2006، الذي ألغى أيضا استخدام عجلة الألوان. إلى جانب إلغاء العمر الطويل فان الحاجة تكون أيضا لاستبدال المصابيح والقضاء على عجلة الألوان، ومزايا أخرى لصمام الإضاءة تشمل عمليات فورية وتحسين واللون، مع زيادة تشبع اللون والتدرج اللوني لتحسين أكثر من 140 ٪ من السلاسل اللونية (NTSC). سامسونج وسعت خط متابعة نموذج الصمام في عام 2007 مع المنتجات المتاحة في 50 "و 56" و61 "لأحجام الشاشة. في ربيع عام 2008، الجيل الثالث من منتجات سامسونج (DLP)(LED) متوفرة في 61 "(HL61A750) و67" (HL67A750) لأحجام الشاشة.
تكنولوجيا الصمام العادي لا ينتج كثافة عالية والخصائص المطلوبة للتجويف الناتج تتطلب استبدال المصابيح المقوسة. ان الاختراع الخاص للمصابيح الذي استخدم في جميع تلفزيونات سامسونغ (DLP)هي مصابيح ال PhlatLight، التي تم تصميمها وتصنيعها من قبل القوات الأمريكية المتمركزة وأجهزة لامينوس. ان قطع RGB PhlatLight LED المنفردة تنير أجهزة الإسقاط التلفزيونية. ومصابيح PhlatLight تستخدم أيضا في فئة جديدة من أجهزة عرض (DLP) الامامية الصغيرة جدا لتي يشار إليها عادة بوصفها «بالجيب» وأدخلت في نماذج جديدة من شركة إل جي إلكترونيكس (HS101) وسامسونغ للإلكترونيات (SP - P400). أجهزة العرض المسرحية البيتية ستكون من الفئة القادمة من أجهزة عرض (DLP)التي سيتم استخدام تكنولوجيا PhlatLight LED. في المعلومات والاتصالات، أعلنت لامينوس ومنظمة الشفافية الدولية في يونيو 2008 تعاونها بشأن استخدام تكنولوجيتها على المسرح المنزلي وأجهزة العرض التجارية وأظهرت نموذج ال PhlatLight LED الذي يستند إلى أجهزة عرض (DLP)الامامية المستخدمة في المنزل والمسرح.كما أنها أعلنت ان المنتجات سوف تكون متاحة في الأسواق في وقت لاحق في عام 2008 من اوبتوما وغيرها من الشركات سوف يكشف عن اسمها في وقت لاحق من هذا العام.

#### الليزر المبنية على ال DLPs
أول قاعدة ليزر DLP HDTV متوفرة تجاريا كانت في ميتسوبيشي L65-A90 LASERVUE في عام 2008، الذي ألغى أيضا استخدام عجلة الألوان. ثلاثة الوان ليزر منفصلة تضيء ال DMD في أجهزة الإسقاط التلفزيونية منتجة لوحة الوان اكتر اثراء وأكثر حيوية من وسائل أخرى. راجع مقالة عرض فيديو الليزر للحصول على مزيد من المعلومات.

## السينما الرقمية
Digital cinema
DLP هو السوق الحالي المشارك في زعامة الإسقاط السينمائية الرقمية إلى حد كبير نظرا لارتفاع نسبة التباين والقرارات المتاحة بالمقارنة مع غيرها من التكنولوجيات الرقمية الامامية للإسقاط. اعتبارا من كانون الأول 2008، هناك أكثر من 6,000 DLP مستندة إلى السينما الرقمية ستثبت في جميع أنحاء العالم.
أجهزة عرض DLP تستخدم أيضا في سينما RealD في الافلام ثلاثية الابعاد.

## المصنعين والسوق
أجهزة ولاية تكساس تبقى الصانع الرئيسي لتكنولوجيات DLP، والذي يستخدم من قبل العديد من الجهات المرخص لها من المنتجات في السوق على أساس منظمة الشفافية الدولية.  من معهد فراونهوفر دريسدن، ألمانيا، وأيضا تصنع المعالجات الرقمية الضوئية، والموجات الكهرومغناطيسية الضوئية، لاستخدامها في تطبيقات متخصصة. على سبيل المثال، نظم الليزر الميكرونية تستخدم في السويد فراونهوفر لSLMs لتوليد التصوير بالأشعة فوق البنفسجية العميقة في سطر من الكتابة بقناع السيليكون المستخدم للطباعة الحجرية.
تكنولوجيا DLP سرعان ما اكتسبت حصة السوق في سوق الإسقاط الامامي وتملك الآن 50 ٪ تقريبا من حصة جبهة الإسقاط في جميع أنحاء العالم. أكثر من 30 مصنعا استخدام شرائح DLP ليقوي أجهزة العرض.

### الايجابيات
- سلس (في 1080p القرار)، صور خالية من صعوبة التحميل.
- تحقيق كمال هندسي وابعاد رمادية خطية ممتازة.
- عادة ما تكون مقاييس النقيض كبيرة.
- لا يوجد إمكانية لحرق في الشاشة.
- أقل «تأثير شاشات الباب» مع شاشات الكريستال السائل
- أجهزة الإسقاط الخلفي للتلفزيونات DLP عادة تملك عامل شكلي أصغر مقارنة بإنبوب أشعة القطب السالب.
- أجهزة الإسقاط الخلفي للتلفزيونات DLP هي أقل كلفة بكثير من البلازما أو شاشات الكريستال السائل المسطحة وما زالت قادرة على تقديم ابعاد1080p.
- استخدام مصدر ضوئي مستبدل يعني أن تكون وسيلة لحياة أطول من المركز الملكي وأجهزة عرض البلازما (وهذا قد يكون أيضا يخدع على النحو المبين أدناه).
- مصدر الضوء هو أكثر سهولة لكي يتم استبدالها بسهولة بالمقارنة بتلك المستخدمة مع شاشات ال LCD، وعلى DLPs غالبا ما يكون للمستخدم استبدالها.
- الصمام الجديد وأجهزة التلفزيونات الليزرية LASER DLP وأجهزة العرض قضت على الحاجة لاستبدال المصابيح.
- باستخدام اثنين من أجهزة العرض، يمكن للمرء أن يعرض صورا مجسمة بالألوان الكاملة باستخدام عملية الاستقطاب (بسبب أشعة يمكن الاستقطاب).
- أخف وزنا من شاشات الكريستال السائل وتلفزيونات البلازما.
- خلافا لشاشات الكريستال السائل ونظرائهم البلازما، شاشات DLP لا تعتمد على السوائل وفقا لمتوسط التوقعات وبالتالي فهي ليست محدودة في الحجم عن طريق آلياتها الكامنة، مما يجعلها مثالية بشكل متزايد في مجالات عالية الوضوح وشاشات المسرح مكان.
- عارضات DLP يمكنها العمل حتى تصل إلى 7 ألوان منفصلة تتيح لهم أداء لون قوي
- عارضات DLP لا تعاني من «انحطاط اللون» التي غالبا ماتتواجد مع أجهزة عرض شاشات الكريستال السائل حيث تبدو الصورة التي تظهر على الشاشة متحولة إلى اللون الأصفر بعد فترات طويلة من الاستخدام.

### السلبيات
- بعض المشاهدين يشعرون بالضيق بسبب تأثير «قوس قزح»، موضح أعلاه.
- هي ليست رقيقة كما هو الحال في شاشات عرض البلازما أو شاشات الكريستال السائل المسطحة (على الرغم من أن حوالي مماثلة في الوزن)، على الرغم من بعض النماذج اعتبارا من عام 2008 أصبحت قابلة للركوب (في حين لا تزال 10 «إلى 14» سميكة) [6]
- استبدال المصباح / المصباح الكهربائي. ويبلغ معدل متوسط العمر المتوقع للمصدر الضوئي للتلفزيون بين 1-3 سنوات (استنادا إلى عدد المرات التي التلفزيون هو مدعوم وخارجها، ومدة العرض) وتكلفة استبدال لهذه تتراوح بين 99 دولار—350 دولار، تبعا لنوع والطراز. بعد استبدال لمبة مرات قليلة التكلفة تزداد وبالتالي يمكن بسهولة ان يتجاوز سعر الشراء الأصلي للتلفزيون نفسه. أحدث الأجيال هي المصابيح أو استخدام الليزر الذي يحل هذه المشكلة بشكل فعال، على الرغم من استبدال رقائق الصمام يمكن أن يكون مطلوبا طوال العمر الممتدة من التلفزيون.
- بعض الأجهزة قد يكون لها صوت للمروحة المبردة.
- وجود الضجيج قد يكون ملحوظا، لا سيما في مناطق الصورة القاتمة. أحدث (وظيفة ~ 2004) الشرائح الجديدة اقل ضوضاء من القديمة.
- الأخطاء الفنية التي تسببها متوسط نشر الظل على أكثر من نقطة مختلفة، لانه بكسل واحد لا يمكن أن تجعل الظل تماما.
- يمكن أن وقت الاستجابة في ألعاب الفيديو أن يتأثر بمستويات متخلفة. في حين أن جميع التلفزيونات العالية التعريف HDTV تحوي بعض التأخر عندما رفع مستوى المدخلات القليلة إلى القرار الأصلي، DLPs يشيع ذكر أنه يكون التأخير أطول فيها. أحدث لوحات المفاتيح مثل أجهزة إكس بوكس 360 وبلاي ستيشن 3 ليس لديهم هذه المشكلة طالما أنها ترتبط مع HD والكابلات قادرة.[7]
- انخفاض زاوية العرض مقارنة مباشرة بين تكنولوجيات العرض الأخرى مثل إنبوب أشعة القطب السالب، البلازما، وشاشات الكريستال السائل.

### DLP، شاشات الكريستال السائل، وأجهزة الاسقاط التلفزيونية الخلفية LCoS
ومعظم المتنافسين المماتلين لنظام DLP كما هو معروف LCoS (الكريستال السائل على السيليكون)، مما يخلق صورا باستخدام مرآة ثابتة مركبة على سطح الرقاقة، ويستخدم من الكريستال السائل مصفوفة (مشابه لعرض الكريستال السائل) للتحكم في كمية الضوء المنعكس. أنظمة التلفزيونات المرتكزة على DLP يمكن ان تعتبر أن تكون الأصغر في العمق من التلفزيون الإسقاطي التقليدي.

## اقرأ أيضا
- الشاشة المسطحة
- شاشة عرض بلازما

## وصلات خارجية
- DLP Demo
- BOXLIGHT Corp. DLP White Paper https://system.netsuite.com/core/media/media.nl?id=6485&c=492114&h=25551c21675d994130e9&_xt=.pdf
- HD resolution for DLP Projector Brief article about High Definition Resolution.